# Inge Helten
Ingeborg Helten, més coneguda com a Inge Helten   (Sinzig, 31 de desembre de 1950) és una atleta alemanya, ja retirada, especialista en curses de velocitat, que va competir durant la dècada de 1970 sota bandera de la República Federal Alemanya.
El 1976 va prendre part en els Jocs Olímpics d'Estiu de Mont-real on va disputar tres proves del programa d'atletisme. Formant equip amb Elvira Possekel, Annegret Richter i Annegret Kroniger va guanyar la medalla de plata en la prova del 4x100 metres. També guanyà la medalla de bronze en els 100 metres, mentre en els 200 metres fou cinquena.
En el seu palmarès també destaquen una medalla d'or i una de bronze en els 4x100 metres al Campionat d'Europa d'atletisme de 1971 i 1974 respectivament. També guanyà una medalla d'or en el relleu curt al Campionat d'Europa en pista coberta de 1973. A nivell nacional guanyà els campionats dels 100 metres de 1975 i dels 200 en pista coberta de 1976, així com el relleu curt en pista coberta de 1974 i 1976.
Helten va establir el rècord del món dels 100 metres el juny de 1976 amb un temps d'11,04" i dels 60 metres en pista coberta el febrer de 1972.

## Millors marques
- 100 metres. 11,04" (1976)
- 200 metres. 22,68" (1976)[1][3]